# Luigi Ferrando
Luigi Ferrando, conosciuto come dom Luís (Agazzano, 22 gennaio 1941), è un vescovo cattolico e missionario italiano naturalizzato brasiliano, dal 17 agosto 2016 vescovo emerito di Bragança do Pará.

## Biografia
È nato ad Agazzano, in provincia e diocesi di Piacenza, il 22 gennaio 1941 da Probo e Lea Ferrari.

### Formazione e ministero sacerdotale
Dopo gli studi elementari, compiuti nel paese natio, ha frequentato il seminario diocesano di Piacenza.
Il 1º maggio 1965 è stato ordinato presbitero, nella chiesa della Santissima Trinità a Piacenza, da Paolo Ghizzoni, vescovo ausiliare di Piacenza.
Dopo l'ordinazione è stato, per un anno, vicario della parrocchia di Santa Brigida, a Piacenza; è stato poi nominato vicario della parrocchia di San Vitale, a Salsomaggiore Terme, dove era parroco don Ersilio Tonini. Dal 1969 al 1978 ha ricoperto gli incarichi di insegnante e direttore spirituale del seminario urbano di Piacenza; al contempo ha conseguito la licenza in teologia alla Pontificia Università Lateranense di Roma.
Nel giugno 1978 è partito come missionario fidei donum per il Brasile, nella diocesi di Bragança do Pará: è rimasto per due anni e mezzo nella parrocchia di Paragominas; è stato poi nominato rettore del seminario minore. In seguito è diventato vicario generale della diocesi ed economo diocesano; per un anno è stato anche parroco della cattedrale di Bragança. Dal 1991 al 1995 ha svolto l'incarico di rettore del seminario maggiore di Belém do Pará.
Il 14 dicembre 1995 è rientrato nella sua diocesi e, nel mese di gennaio 1996, il vescovo Luciano Monari lo ha nominato parroco di Cortemaggiore, dove ha fatto il suo ingresso il 18 febbraio successivo.

### Ministero episcopale
Il 10 aprile 1996 papa Giovanni Paolo II lo ha nominato vescovo di Bragança do Pará; è succeduto a Michele Maria Giambelli, dimessosi per raggiunti limiti di età. Il 5 maggio seguente ha ricevuto l'ordinazione episcopale, nella basilica di Santa Maria delle Grazie a Cortemaggiore, dal cardinale Ersilio Tonini, arcivescovo emerito di Ravenna-Cervia, co-consacranti Antonio Mazza e Luciano Monari, rispettivamente vescovo emerito e vescovo di Piacenza-Bobbio, Carlo Poggi, vescovo di Fidenza, e Marco Caliaro, vescovo emerito di Sabina-Poggio Mirteto. Il 9 giugno ha preso possesso della diocesi.
Nel luglio 2001 è stato insignito dell'Antonino d'oro dal capitolo dei canonici della basilica di Sant'Antonino di Piacenza.
Durante il suo episcopato ha compiuto due volte la visita ad limina apostolorum: è stato ricevuto il 3 febbraio 2003 da papa Giovanni Paolo II e il 15 aprile 2010 da papa Benedetto XVI.
Il 17 agosto 2016 papa Francesco ha accolto la sua rinuncia, presentata per raggiunti limiti di età, al governo pastorale dalla diocesi di Bragança do Pará; gli è succeduto Jesús María Cizaurre Berdonces, fino ad allora vescovo di Cametá. Da quel momento conserva il titolo di vescovo emerito di Bragança do Pará e si è ritirato a Ulianópolis.
Dal 3 dicembre 2020 al 30 aprile 2022, giorno dell'ingresso del vescovo coadiutore Raimundo Possidônio Carrera da Mata, è stato amministratore apostolico sede plena di Bragança do Pará a causa delle condizioni di salute del vescovo Jesús María Cizaurre Berdonces.

## Genealogia episcopale
La genealogia episcopale è:
- Cardinale Scipione Rebiba
- Cardinale Giulio Antonio Santori
- Cardinale Girolamo Bernerio, O.P.
- Arcivescovo Galeazzo Sanvitale
- Cardinale Ludovico Ludovisi
- Cardinale Luigi Caetani
- Cardinale Ulderico Carpegna
- Cardinale Paluzzo Paluzzi Altieri degli Albertoni
- Papa Benedetto XIII
- Papa Benedetto XIV
- Papa Clemente XIII
- Cardinale Marcantonio Colonna
- Cardinale Giacinto Sigismondo Gerdil, B.
- Cardinale Giulio Maria della Somaglia
- Cardinale Carlo Odescalchi, S.I.
- Cardinale Costantino Patrizi Naro
- Cardinale Lucido Maria Parocchi
- Papa Pio X
- Papa Benedetto XV
- Arcivescovo Ersilio Menzani
- Arcivescovo Umberto Malchiodi
- Cardinale Ersilio Tonini
- Vescovo Luigi Ferrando